# 查理·寇伯森
查爾斯·愛德華·寇伯森（英語：Charles Edward Culberson，1989年4月10日—），為前美國職棒大聯盟的內野手。2007年美國職棒大聯盟選秀，巨人隊在第一輪51順位選進寇伯森，並於2012年登上大聯盟。他先後效力過巨人、洛磯、道奇、勇士與遊騎兵等隊。

## 職業生涯

### 舊金山巨人
透過選秀加入巨人隊後，寇伯森在2011年因規則五選秀而被放入40人名單當中。
2012年球季，寇伯森從3A出發。5月13日，寇伯森成功登上大聯盟，並在初登板敲出大聯盟首安。

### 科羅拉多洛磯
2012年7月27日，巨人用寇伯森向洛磯交易來馬可·斯庫塔羅。該年他都待在洛磯隊3A，隔年他又回到大聯盟。2013年8月16日，他從陳偉殷手中敲出大聯盟首轟。這年他的打擊率為2成93，並敲出2轟與12分打點。
2014年5月4日，他從Kyle Farnsworth手中敲出代打再見全壘打。2015年，他因為在球季初受傷，結果只在大聯盟出賽5場比賽。球季結束後，他成為自由球員並與道奇隊簽下小聯盟合約。

### 洛杉磯道奇
2015年11月，寇伯森和道奇隊簽下小聯盟合約，並受邀參加春訓。由於他在春訓期間表現不錯，因此受到總教練的提拔升上大聯盟。雖然中途一度被下放3A，不過他在球季最後一場比賽敲出再見全壘打，幫助道奇隊拿下分區冠軍。該年他的打擊率為2成84，不過他在分區賽沒有敲出任何安打。
2017年，寇伯森從3A開季。這年他只有出賽15場比賽，打擊率1成54。不過游擊手柯瑞·席格在國聯冠軍賽受傷，因此寇伯森補上游擊手空缺。他在國聯冠軍賽出賽5場比賽，打擊率4成55。世界大賽上，寇伯森5個打席敲出3支安打，還包含一支延長賽全壘打。

### 亞特蘭大勇士
2017年12月16日，道奇隊將寇伯森、艾德里安·岡薩雷斯、史考特·卡茲米爾和布蘭登·麥卡錫交易到勇士隊，換來麥特·坎普。雖然因為小羅納德·阿庫尼亞受傷而獲得出賽機會，不過寇伯森開季卻狀況不佳。5月28日，他以代打身分敲出再見全壘打。6月3日，他再一次達成此成就。由於屢屢在關鍵時刻建功，因此寇伯森也獲得「關鍵查理」的外號。
2019年，他和勇士簽下1年139.5萬美元的合約。隨著布萊恩·麥肯的加盟，寇伯森也從背號16號改成8號。9月14日，寇伯森因為被觸身球擊中臉部而退場。該年他的打擊率為2成59，並敲出5轟與20分打點。
2019年12月，寇伯森再和勇士隊簽下小聯盟合約。2020年，他只獲得7個打數，並吞下4次三振，只敲出1支安打。9月8日，他一度被球隊指定讓渡。不過後來他仍然進入季後賽名單並參與了外卡系列賽。

### 德州遊騎兵
2020年12月28日，寇伯森和遊騎兵隊簽下附帶春訓邀請的小聯盟合約。2021年3月29日，寇伯森入選40人名單內。

## 個人生活
寇伯森的父親也是名棒球員，他在1984年大聯盟選秀會上成為巨人隊的第16位指名選手，並在小聯盟打了5年球。而活躍於1940年代的大聯盟選手Leon Culberson一度被認為是寇伯森的爺爺，不過後來寇伯森表示Leon是他爺爺的姪子。
寇伯森已於2011年11月結婚，目前育有3名子女。

## 外部連結
- 球員資訊和成績在MLB ，ESPN ，Retrosheet ，Baseball Reference ，Baseball Reference (Minors) ，Fangraphs （英文）
- 查理·寇伯森的X（前Twitter）